# Gabriela Pérez del Solar
Pour les articles homonymes, voir Pérez.
Gabriela Pérez del Solar est une ancienne joueuse péruvienne de volley-ball née le 10 juillet 1968 à Ica. Elle mesure 1,94 m et jouait centrale. Elle s'est reconvertie dans la politique.

## Biographie
Lourdes Flores fait appel à elle, lors de sa candidature aux élections générales de 2006. Gabriela Pérez del Solar accepte et devient membre de la coalition Unidad Nacional. Elle est élue au Parlement ou Congreso de la República del Perú. Aux élections de 2011, elle est réélue confortablement, son parti le Partido Popular Cristiano étant cette fois-ci au soutien du candidat Pedro Pablo Kuczynski, dans la coalition Alianza por el Gran Cambio (l'Alliance pour le Grand changement).

## Clubs
| Club                  | Pays   | De        | À         |
| --------------------- | ------ | --------- | --------- |
| Regatas Lima          | Pérou  | 1986-1987 | 1987-1988 |
| Reggio Calabria       | Italie | 1988-1989 | 1988-1989 |
| Ravenne               | Italie | 1989-1990 | 1991-1992 |
| Matera                | Italie | 1992-1993 | 1992-1993 |
| Modène                | Italie | 1993-1994 | 1996-1997 |
| Ito Yokado            | Japon  | 1997-1998 | 1997-1998 |
| Bergame               | Italie | 1999-2000 | 2000-2001 |
| Foppapedretti Ravenne | Italie | 2001-2002 | 2002-2003 |
| Minetti Vicence       | Italie | 2003-2004 | 2003-2004 |

## Palmarès
- Championnat d'Amérique du Sud (4)
  - Vainqueur : 1985, 1987, 1989, 1993
- Championnat d'Italie (3)
  - Vainqueur : 1990, 1991, 1993
- Coppa Italia (2)
  - Vainqueur : 1991, 1993